# Wörth am Rhein
Wörth am Rhein – miasto w Niemczech, w południowo-wschodniej części kraju związkowego Nadrenia-Palatynat, w powiecie Germersheim, na granicy z Badenią-Wirtembergią.
Miasto zamieszkuje 17 293 osób (2009). Leży na lewym brzegu Renu po przeciwnej stronie Karlsruhe.
Dopiero w 1977 r. Wörth am Rhein otrzymał prawa miejskie, a w 1979 gminy Büchelberg, Maximiliansau i Schaidt zostały przyłączone do nowego miasta.

## Podział administracyjny
- Büchelberg
- Maximiliansau
- Schaidt
- Wörth

## Gospodarka
Mercedes-Benz zlokalizował tu swój największy zakład montażowy samochodów ciężarowych (największym tego typu zakładem w Europie). W latach sześćdziesiątych XX wieku powstała tu również rafineria ropy naftowej. Obie te inwestycje spowodowały wzrost liczby ludności z ok. 3500 w 1960 do 17 293 w 2009 r.

## Współpraca
Miejscowości partnerskie:
- Cany-Barville, Francja
- Drezdenko, Polska
- Geltendorf, Bawaria (kontakty utrzymuje dzielnica Schaidt)